# Břetislav Dolejší
Břetislav Dolejší est un footballeur tchécoslovaque né le 26 septembre 1928 et mort le 28 octobre 2010. Il jouait au poste de gardien de but.

## Biographie
International tchécoslovaque, il reçoit 18 sélections en équipe de Tchécoslovaquie de 1952 à 1958. 
Il joue son premier match en équipe nationale le 14 septembre 1952 en amical contre la Pologne, et son dernier le 30 août 1958 contre l'Union soviétique, toujours en amical.
En 1956, il contribue à la victoire de la Tchécoslovaquie (1-0) sur le Brésil au stade de Maracanã à Rio de Janeiro. Il s'agit alors de la toute première défaite des Brésiliens à domicile face à une équipe européenne.
Il fait partie du groupe tchécoslovaque lors de la Coupe du monde 1958 organisé en Suède. Lors du mondial, il joue quatre matchs : deux contre l'Irlande du Nord, un contre l'Allemagne et un contre l'Argentine.
Il remporte deux titres de champion de Tchécoslovaquie avec le Dukla Prague. Il est par ailleurs le premier joueur tchèque de l'histoire à figurer sur la liste des nommés du Ballon d'or, obtenant un point en 1956.
Après sa carrière de joueur, il part vivre aux États-Unis, afin de fuir le communisme installé dans son pays.

## Carrière
- 1952-1956 :  Dukla Prague
- 1957-1960 :  Dynamo Prague

## Palmarès

### En club
Avec le Dukla Prague :
- Champion de Tchécoslovaquie en 1953 et 1956